# ساسا گادنیک
 ساسا گادنیک یا ساشا (به انگلیسی: Sasa Gadnik) متولد ۳۰ مه ۱۹۷۴ بازیکن والیبال اهل اسلوونی، عضو تیم ملی والیبال اسلوونی و باشگاه گازپروم روسیه است. ساسا سابقه عضویت در باشگاه های سالونیت سانهوو، ریما کرما سامگاس، مونینی اسپلتو، آنیلی متالی برگامه، مشهد الرضا، اوتسومرسه بلد و سفاکسین را کارنامه خود دارد.